# قوى الطبيعة
قوى الطبيعة هو فيلم كوميدي تم إنتاجه في الولايات المتحدة وصدر في سنة 1999. من بطولة بن أفليك وساندرا بولوك ومورا تيرني وستيف زان وبليث دانر.

## القصة
تبقى أمام (بن هولمز) يومان فقط للسفر لمدينة سافانا للزواج من خطيبته، تتعطل الطائرة التي يستقلها ويتم تأجيل الرحلة، فتعم الفوضى في المطار، يتعرف بن على (ساره) التي تعرض عليه مرافقتها إلى جورجيا بعدما تمكنت من تأجير سيارة، ويبدأ في الوقوع بحب ساره.

## الميزانية والإيرادات
بلغت تكلفة إنتاج الفيلم حوالي 75 مليون دولار.

## وصلات خارجية
- قوى الطبيعة على موقع IMDb (الإنجليزية)
- قوى الطبيعة على موقع ميتاكريتيك (الإنجليزية)
- قوى الطبيعة على موقع روتن توميتوز (الإنجليزية)
- قوى الطبيعة على موقع نتفليكس (الإنجليزية)
- قوى الطبيعة على موقع قاعدة بيانات الأفلام العربية
- قوى الطبيعة على موقع ألو سيني (الفرنسية)
- قوى الطبيعة على موقع Turner Classic Movies (الإنجليزية)
- قوى الطبيعة على موقع أول موفي (الإنجليزية)
- قوى الطبيعة على موقع بوكس أوفيس موجو (الإنجليزية)
- قوى الطبيعة على موقع فيلمافينيتي (الإسبانية)